# Dawn Bible Students Association
De Dawn Bible Students Association is een Amerikaanse corporatie die wordt gebruikt door de Ernstige Bijbelonderzoekers.
De geloofsgemeenschap van de Bijbelonderzoekers vloeide voort uit de bediening van "pastor" Charles Taze Russell. Na zijn dood in 1916 volgde een schisma dat uiteindelijk leidde tot het formeren van de 'Bijbelonderzoekers' als een afzonderlijke geloofsgemeenschap in 1918 en die van Jehova's getuigen in 1931. Associated Bible Students hangen de leerstellingen en zienswijzen van Charles Taze Russell aan door geregelde Bijbellezing en -studie aan de hand van de "Schriftstudies", een Bijbelverklarende serie werken die van 1886 tot 1904 werd geschreven door Russell.

## Korte geschiedenis
In 1928 verliet Norman Woodworth na een hevig persoonlijk conflict met de nieuwe richtlijnen van het Wachttorengenootschap en handelwijze van de president ervan (Joseph Franklin Rutherford) de beweging en startte het radioprogramma Frank and Ernest, geholpen door de gemeente van Bijbelonderzoekers in Brooklyn (New York). Hij was eerder verantwoordelijk geweest voor eenzelfde programma voor het Wachttorengenootschap.
"The Dawn" was vooral verantwoordelijk voor het hergroeperen van de Bijbelonderzoekers die zich na de dood van Russell hadden afgescheiden toen Rutherford het bestuur overnam. Als resultaat daarvan begonnen zij over de hele wereld nieuwe gemeenten van Bijbelonderzoekers samen te stellen en publicaties in verschillende talen te publiceren.

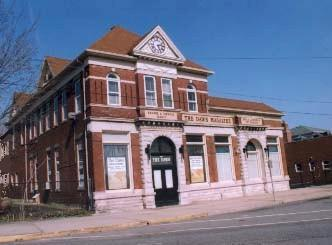
Het kantoor van "The Dawn" in Rutherford, New Jersey

In 1932 werd The Dawn Publishers, Inc. opgericht in Brooklyn (New York), slechts een straat verwijderd van het hoofdkantoor van het Wachttorengenootschap. In de jaren 1940 werd het verplaatst naar Rutherford, New Jersey en hernoemd naar de huidige naam: Dawn Bible Students Association. De oorspronkelijke bedoeling van de "The Dawn" van de oprichters (waaronder Woodworth) was het uitgeven en distribueren van de "Schriftstudies", de serie die door Russell was geschreven. Het Wachttorengenootschap was hiermee namelijk opgehouden in 1928. Op termijn werd de tekst van het radioprogramma Frank and Ernest gepubliceerd in een brochure met de titel Bible Student's Radio Echo. Kort daarna werd de naam daarvan gewijzigd in The Dawn and Herald of Christ’s Presence en werd het format aangepast aan een tijdschrift van 16 pagina's. In het begin werd het tweewekelijks, later maandelijks uitgegeven.
In 1966 gaf "The Dawn" een klein boekje uit getiteld "Oh, the Blessedness", waarin de meeste van de interpretaties van Russell inzake Bijbelprofetieën en eindtijdvoorspellingen werden verworpen. Dit zorgde voor een polarisatie tussen de Bijbelonderzoekers die nog altijd vasthielden aan de zienswijzen van Russell en een onafhankelijke beweging werd geformeerd. De "Schriftstudies" en werken van Russell die voorheen niet waren herdrukt werden nu onafhankelijk van "The Dawn" uitgegeven. Nieuwe radio- en televisieprogramma's werden bedacht, nieuwe tijdschriften, nieuwsbrieven, boeken en brochures gedrukt door verschillende individuele Bijbelonderzoekers of gemeenten onafhankelijk van "The Dawn".
Vandaag de dag geeft "The Dawn" nog altijd de werken van Russell uit, met het accent op de "Schriftstudies", maar ook werken die door verschillende Bijbelonderzoekers zijn geschreven. Ze produceren ook radio- en televisieprogramma's. De inhoud van deze laatste werken is in de loop der jaren langzamerhand liberaler geworden dan de conservatieve opvattingen van Russell zoals deze in zijn geschriften werd weergegeven.